# Distrito de Ghat
Ghat (en árabe: غات‎ Ġāt) es uno de los veintidós distritos de Libia, localizada al sureste de dicho país africano. Su ciudad capital es la ciudad de Ghat. Limita internacionalmente con Argelia, específicamente con la provincia de Tamanghasset y la provincia de Illizi. Tiene fronteras con Níger, limita con el departamento de Agadez. Dentro de Libia limita con los siguientes distritos:
- Wadi Al Shatii - norte
- Wadi Al Hayaa - noreste
- Murzuq - este